# Psychotria
Genre
Classification phylogénétique
Psychotria est un genre de plantes à fleurs de la famille des Rubiaceae des forêts tropicales humides. Ce sont de petits arbres, des arbustes ou des lianes, parfois épiphytes qui ont un air de parenté avec les caféiers.
On compte plus de 1 900 espèces dont près de 800 sont décrites. Quelques espèces d'Amérique centrale sont déjà sur la liste rouge de l'UICN dont Psychotria hobdyi (1998) et Psychotria angustata (2000).

## Liste d'espèces (non exhaustive)
| - Psychotria adamawae - Psychotria alatipes - Psychotria altimontana - Psychotria ankasensis - Psychotria anetoclada - Psychotria angustata - Psychotria arborea - Psychotria asterogramma - Psychotria basicordata O.Lachenaud - Psychotria berteriana DC. - Psychotria bifaria Hiern - Psychotria bimbiensis Bridson & Cheek - Psychotria brachiata Sw. - Psychotria brownei Spreng. - Psychotria camerunensis E.M.A. Petit - Psychotria campoensis - Psychotria catetensis (Hiern) E.M.A. Petit - Psychotria ceratalabastron K.Schum. - Psychotria conica O.Lachenaud - Psychotria danielii Barrabé - Psychotria darwiniana Cheek - Psychotria deflexa DC. - Psychotria domingensis Jacq. - Psychotria elata Hammel - Psychotria elephantina Lachenaud & Cheek - Psychotria fauriei (Levl.) Fosberg - Psychotria garberiana Christophersen - Psychotria grandiflora Mann - Psychotria grandis Sw. - Psychotria greenwelliae Fosberg - Psychotria guadalupensis (DC.) Howard - Psychotria hathewayi Fosberg - Psychotria hawaiiensis (Gray) Fosberg - Psychotria hexandra Mann - Psychotria hobdyi Sohmer - Psychotria hoffmannseggiana (Roemer et J.A. Schultes) Muell.-Arg. - Psychotria ingentifolia E.M.A.Petit - Psychotria insularum Gray - Psychotria insularum var. paradisi Fosberg - Psychotria kaduana (Cham. et Schlecht.) Fosberg - Psychotria kirkii Hiern - Psychotria korupensis Lachenaud - Psychotria kribiensis Lachenaud - Psychotria lanceifolia K.Schum. - Psychotria ligustrifolia (Northrop) Millsp.\| - Psychotria lingustrifolia (Northr.) Millsp. - Psychotria maleolens Urban - Psychotria marantifolia O.Lachenaud - Psychotria maricaensis Urban - Psychotria mariniana (Cham. et Schlecht.) Fosberg - Psychotria mauiensis Fosberg - Psychotria microdon (DC.) Urban - Psychotria monensis Cheek & Séné - Psychotria moseskemei Cheek - Psychotria nervosa Sw. - Psychotria nutans Sw. - Psychotria petitii - Psychotria psychotriaefolia - Psychotria pubescens Sw. - Psychotria punctata Vatke - Psychotria revoluta DC. - Psychotria retrorsipilis O.Lachenaud - Psychotria satabiei O.Lachenaud - Psychotria sycophylla K.Schum. - Psychotria tenuifolia Sw. - Psychotria torrenticola O.Lachenaud & Séné - Psychotria uliginosa Sw. - Psychotria urbaniana Steyerm. - Psychotria villicarpa O.Lachenaud - Psychotria viridis - Psychotria wawrae Sohmer - Psychotria yaoundensis O.Lachenaud |

La Nouvelle-Calédonie abrite 86 espèces (la plupart décrites par André Guillaumin), toutes endémiques :
| - Psychotria amieuensis - Psychotria ammericola - Psychotria arbutifolia - Psychotria baillonii - Psychotria baladensis - Psychotria balansae - Psychotria bourailensis - Psychotria bouvardioides - Psychotria brachylaena - Psychotria calliantha - Psychotria calorhamnus - Psychotria calothyrsus - Psychotria canalensis - Psychotria cardiochlamys - Psychotria collina - Psychotria colnettiana - Psychotria comptonii - Psychotria coptosperma - Psychotria damnatorum - Psychotria declieuxioides - Psychotria deplanchei - Psychotria deverdiana | - Psychotria douarrei - Psychotria erectiloba - Psychotria faguettii - Psychotria ferdinandi-muelleri - Psychotria floribunda - Psychotria frondosa - Psychotria fuscopilosa - Psychotria gabriellae - Psychotria gneissica - Psychotria goniocarpa - Psychotria ianthina - Psychotria koniamboensis - Psychotria lasiantha - Psychotria laxissima - Psychotria lenormandi - Psychotria lepidocalyx - Psychotria leratii - Psychotria leucantha - Psychotria ligustrina - Psychotria lyciiflora - Psychotria lycioides - Psychotria macroglossa | - Psychotria microglossa - Psychotria micromyrtus - Psychotria monanthos - Psychotria nathaliae - Psychotria nekouana - Psychotria nummularioides - Psychotria oleoides - Psychotria oreophila - Psychotria ouatilouensis - Psychotria oubatchensis - Psychotria pancheri - Psychotria papillosa - Psychotria paramaracarpa - Psychotria patula - Psychotria phyllanthoides - Psychotria pininsularis - Psychotria poissoniana - Psychotria pseudomicrodaphne - Psychotria pubituba - Psychotria pulchrebracteata - Psychotria rarifolia - Psychotria roseotincta | - Psychotria rosmarinifolia - Psychotria rubefacta - Psychotria sagittalis - Psychotria saltiensis - Psychotria schlechteriana - Psychotria schumanniana - Psychotria semperflorens - Psychotria sp (à déterminer) - Psychotria speciosa - Psychotria stenophylla - Psychotria stricta - Var. ouhinnae - Var. stricta - Psychotria suaveolens - Psychotria subpallens - Psychotria subuniflora - Psychotria toninensis - Psychotria trichopodantha - Psychotria trisulcata - Psychotria unioensis - Psychotria vieillardii - Psychotria wagapensis |

## Utilisation
Parmi les espèces décrites, certaines (Psychotria viridis) en association avec une Banisteriopsis (Banisteriopsis caapi) sont utilisées par les Indiens du bassin de l'Amazone pour provoquer des visions au cours de cérémonies chamaniques sous le nom d'Ayahuasca. La présence de N,N-diméthyltryptamine a été identifiée chez Psychotria viridis, cependant il semble que cette plante ne soit jamais utilisée seule, puisque le N,N-diméthyltryptamine n'aurait pas d'effet s'il était ingéré sans IMAO.
De nombreuses espèces font partie de la pharmacopée de ces tribus.

## Galerie

Psychotria sp., Jardin botanique de la reine Sirikit, Thaïlande
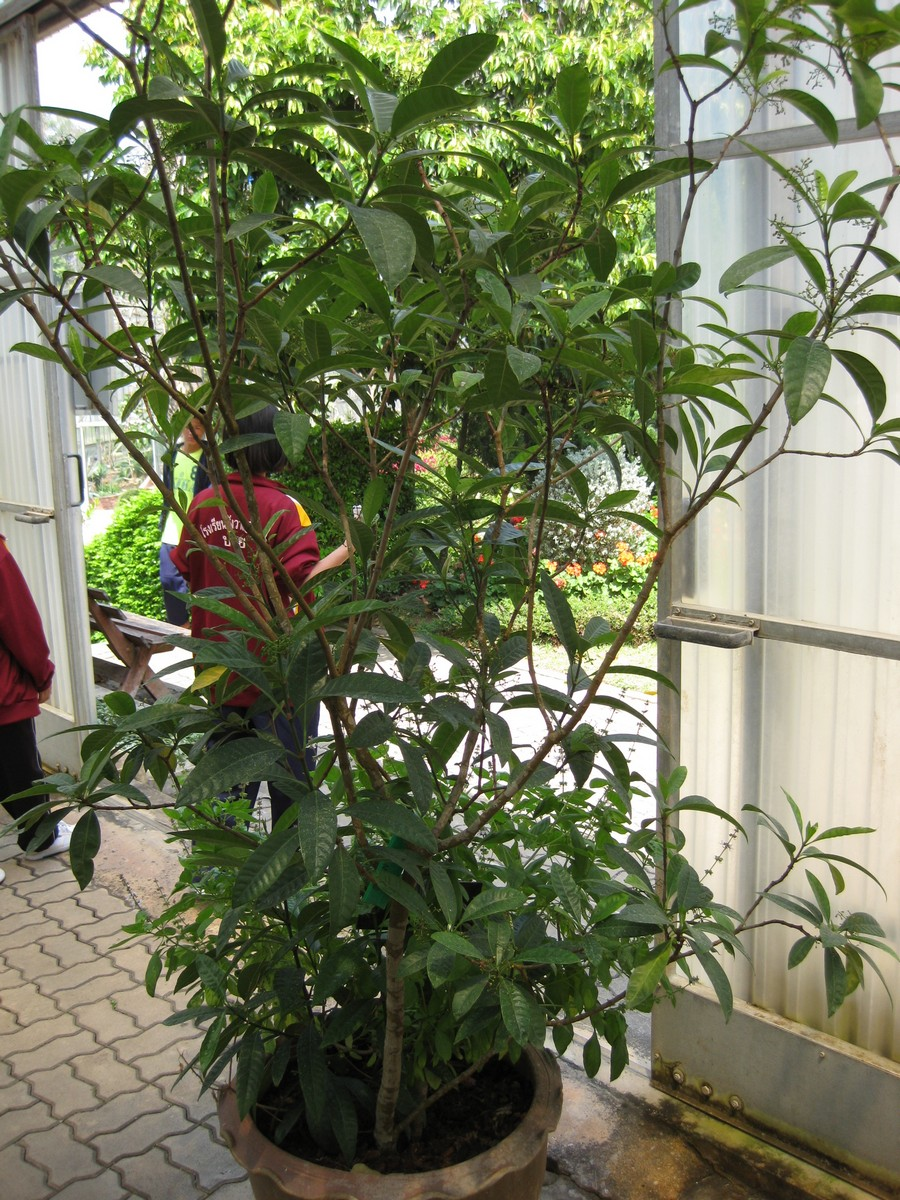
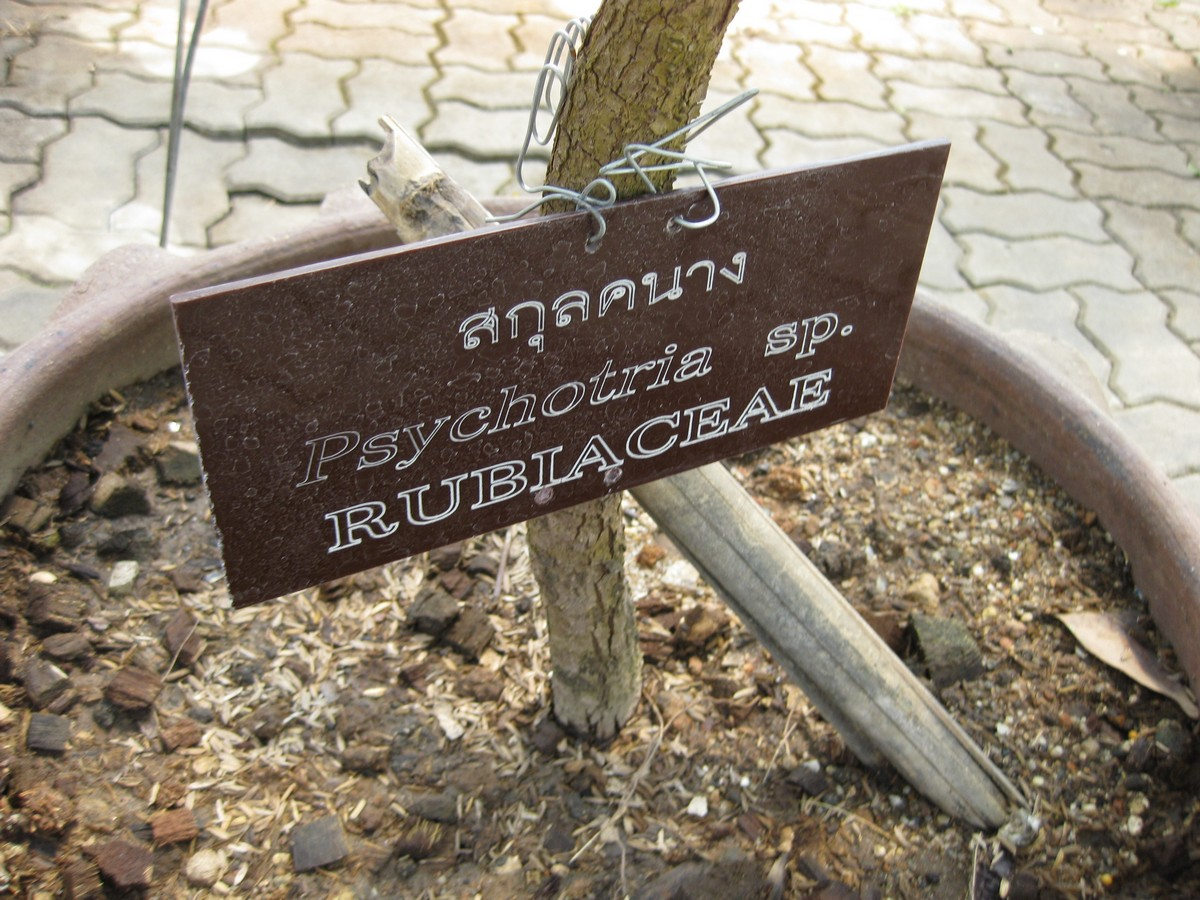
Panneau descriptif en langue thaï
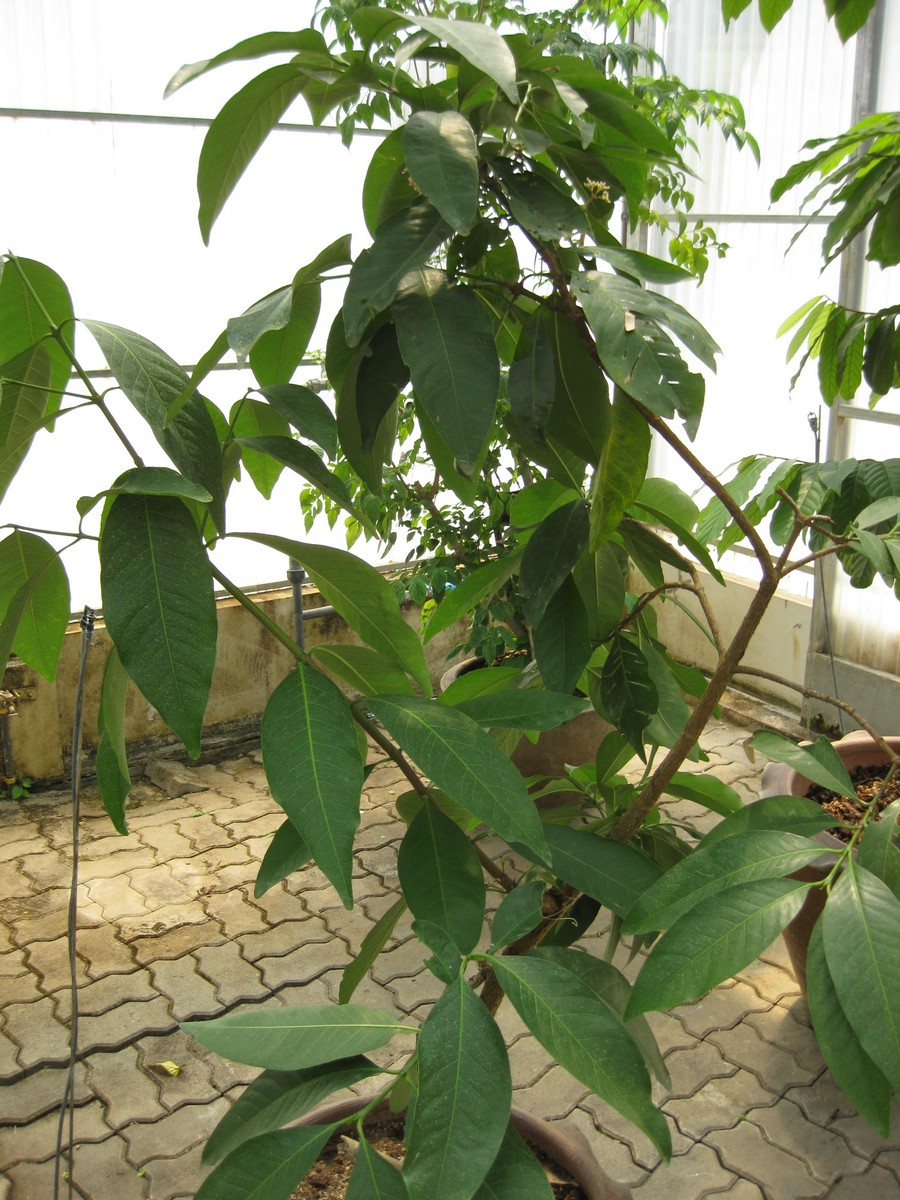
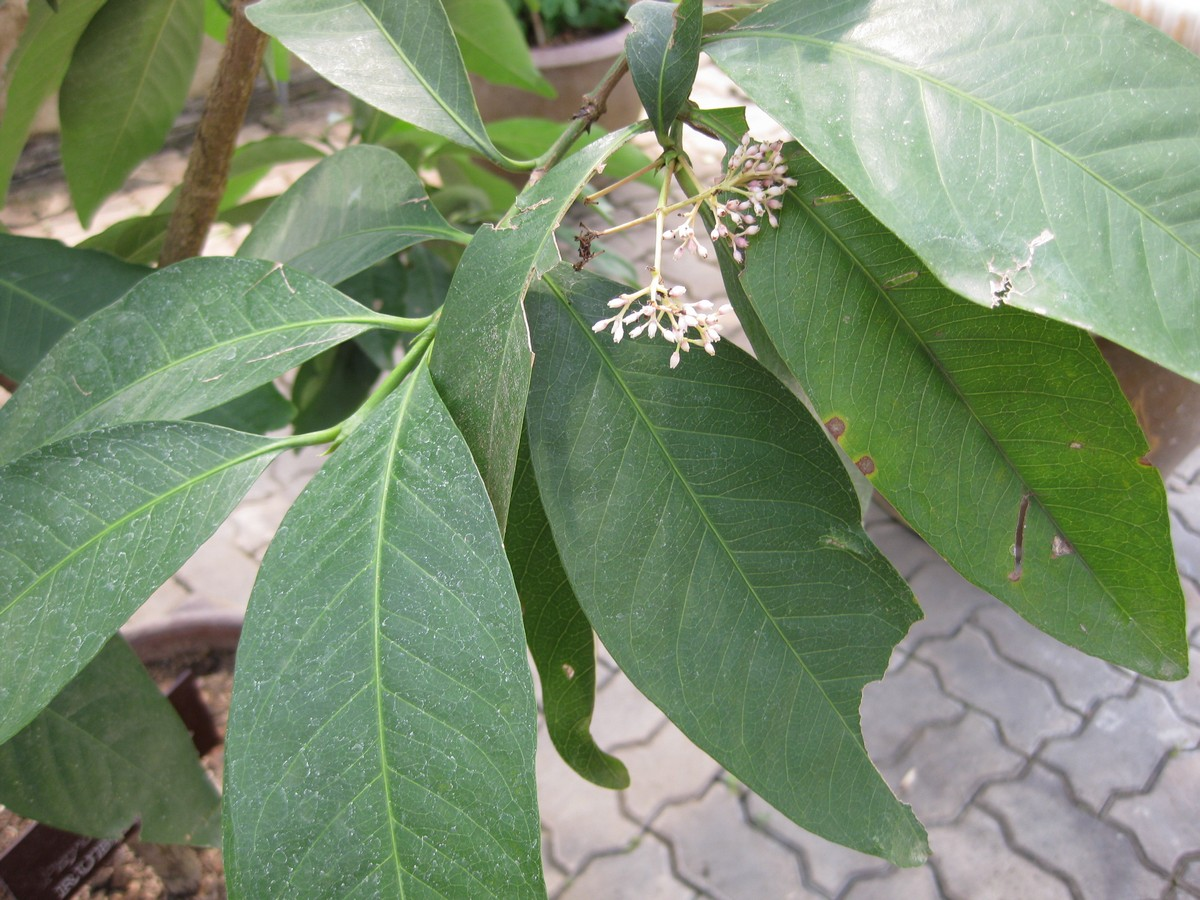